# (27298) 2000 AD146
2000 أي دي 146 (ويعرف أيضًا باسم (27298) 2000 أي دي 146 وفق تسمية الكوكب الصغير) (بالإنجليزية: 2000 AD146)‏ هو كويكب ضمن حزام الكويكبات؛ وترتيبه 27298 من حيث الاكتشاف.
اكتُشف هذا الجُرم الفلكي بواسطة بحث لنكولن عن الكويكبات القريبة من الأرض في 7 يناير 2000.

## وصلات خارجية
- (27298) 2000 AD146 في قاعدة بيانات مختبر الدفع النفاث لأجرام النظام الشمسي الصغيرة

- الاكتشاف · مخطط المدار ·  العناصر المدارية · المعلمات المادية

- (27298) 2000 AD146 على موقع ويكي سكاي: DSS2, SDSS, GALEX, IRAS, Hydrogen α, X-Ray, Astrophoto, Sky Map, Articles and images